# Last Chance Range
Last Chance Range – małe pasmo górskie leżące we wschodniej części Hrabstwa Inyo, w Kalifornii, w USA, tuż przy granicy z Nevadą. Góry znajdują się na północny zachód od gór Cottonwood, rozciągają się na ponad 48 km w kierunkach N-S i prawie całkowicie znajdują się w granicach Parku Narodowego Doliny Śmierci, z wyjątkiem niewielkiego obszaru w pobliżu Kopalni Siarki na północy. Na południowy zachód znajduje się wyschnięte jezioro Racetrack Playa. Grzbiet pasma osiąga wysokość 2649 m n.p.m.